# 李宣倜

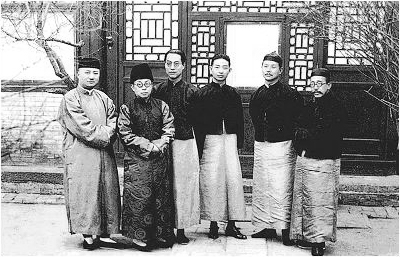
梅兰芳在北京无量大人胡同寓所与挚友合影。左起：李释戡、黄秋岳、赵叔雍、梅兰芳、齐如山、罗复堪。

李宣倜（1888年—1961年6月8日），原名汰书，字释龛、释堪、释戡，号苏堂，别号阿迦居士，晚号蔬畦老人。福建侯官（今福州）人。中华民国军事及政治人物，诗人，京剧剧作家。

## 生平
李宣倜的曾祖父为李作梅（字子嘉），监生候选员外郎。李家世代行盐，到李作梅一代处于极盛时期。清朝同治年间，福州光禄坊玉尺山房成为李作梅的住宅。李作梅有三子，长子李端娶沈葆祯的女儿沈瑞熙。李端育有四子二女，其中长子李宗言（字畲曾，与林纾同为壬午科举人，后来官至江西广信府知府，安徽候补道）是李宣倜之父，次子李宗祎（字次玉，又字佛客）是李宣龚（字拔可，号观槿）之父。清朝同治年间，李宗言、李宗祎兄弟在光禄坊玉尺山房倡议并创立福州支社，参加者有林纾、陈衍、郑孝胥、沈瑜庆等人，刊印了《福州支社诗拾》，属于“同光体”闽派。
李宣倜早年毕业于日本陆军士官学校步兵科。归国后，曾任慈禧太后的御前侍卫。清朝时，李宣倜还曾在理藩院任职。中华民国成立后，历任大总统侍从武官、大总统军事幕僚、币制局参事，国务院秘书。1927年1月12日特任将军府文威将军、晋陆军中将。后来他历任北京大学、北京师范大学教授，行政院参议等职务。
李宣倜早年习诗，师法苏东坡，故将其书室命名为“苏堂”。李宣倜与北京、上海的名人交游很广。《白石诗草》便录有李宣倜为齐白石题写的“诗中有画画中有诗，画意诗心相与追。齐翁诗名为画掩，画故雄姿诗无奈。自云不学无所师，得天独厚得人稀。苦硬清峭左之遗，诗如其人复奚疑。”李宣倜还经冯耿光介绍而与梅兰芳结识，和梅兰芳等京剧界名流交往十分密切。李宣倜是梅兰芳的诗词老师，也是梅兰芳和孟小冬的媒人。李宣倜能填词谱曲，梅兰芳的新剧目的文辞多经过其润色。京剧《天女散花》、《嫦娥奔月》、《黛玉葬花》、《西施》、《洛神》等剧目便出自李宣倜与齐如山的手笔。京剧《西施》中“水殿风来秋气紧”唱段的唱词便是李宣倜所写。
1924年重阳节前一天（10月6日），李宣倜在北京设宴为梅兰芳再次赴日本饯行。颜世清作《秋槎图》手卷，描绘了此次聚会的盛况。该手卷上有李宣倜、林长民、樊增祥、王式通、董卿、颜世清、邓镕、黄浚、郑孝胥等众多名人的题名、题签、题跋。
张慧剑在1946年2月出版的《辰子说林》一书中提到黄孝纾、夏敬观、李宣龚、李宣倜、卢冀野、梁鸿志、李国杰、黄浚等八人曾在上海结 “饭社”，后来其中四人投靠了日本，成为“邪浊者四人”的事情：

◎饭社
数年前，夏剑丞先生在沪结一“饭社”，社友八人，每周聚餐一次，循次作东，各以巧铺精食争胜。此风旧日北平亦有之，畏庐笔乘所谓“合会为食”者也。此八人，邪正清浊各半，清正者四人，夏剑丞、李拔可、黄孝纾、卢冀野；邪浊者四人，梁鸿志、李国杰（已死）、李宣倜、黄浚（已死）。

剑丞、拔可两先生今犹蛰居沪渎，贞苦自持，孝纾不知栖迟何所，冀野西来供职中枢，此数君严守民族立场，不朽士节，视梁、李等四逆诚有霄壤之别。顾八人之会，反了一半，饭社之名亦不吉矣（饭字之一半恰为反）。
抗日战争时期，1938年4月1日，李宣倜出任南京的中华民国维新政府行政院印铸局局长，一直任至1940年中华民国维新政府并入南京国民政府（汪精卫政权）。同时他还兼任行政院秘书。1940年3月30日汪精卫政权成立时，他改任汪精卫政权印铸局局长，一直任至1943年7月9日被免，由陈宗虞接任。1943年7月29日，李宣倜兼任汪精卫政权的政务参赞，一直任至1945年汪精卫政权瓦解。1943年4月13日，李宣倜任汪精卫政权陆军部政务次长，任至1945年解职，由郑洸薰于1945年6月22日接任。1945年1月24日，李宣倜出任汪精卫政权的国民政府军事委员会委员，一直任至同年汪精卫政权瓦解。
在南京，形成了以李宣倜为中心的“桥西草堂雅集”。《陈方恪年谱》记有1940年9月16日中秋节，陈方恪与黄默园、龙榆生、陈伯冶、何岂斋、曹靖陶、张次溪、岳仲芳、白坚甫、陈道量等人参加李宣倜在南京三步两桥之桥西草堂寓所举办的宴会雅集。大约从1942年秋开始，每个周末，李宣倜都在桥西草堂举办雅集，称为“星饭会”。陈方恪、龙榆生、陈道量、高子濩、郭枫谷、陈柱尊、黄燧、何嘉、潘其璇、汤澹然、杨无恙、张次溪、陈啸湖、冒孝鲁、钱仲联、陈伯冶以及日本人今关天彭等均为常客。“星饭会”的实质是汪精卫、梅思平提供经费，李宣倜出面集合南京、上海一带的文人，并以《学海月刊》支付稿费的形式给予他们生活津贴。
晚年，李宣倜迁居上海，长期依靠梅兰芳的支持生活。在上海，他曾参加1956年11月在上海长江剧场举办的南北昆会演的观摩活动，写下《观剧竹枝词》十五首、《续观剧竹枝词》十首，未曾发表。陈声聪所作的《兼于阁诗话》1957年有《苏堂老人七十生日》一首，乃为李宣倜庆祝七十寿辰（虚岁）而作。
1961年6月8日，李宣倜因心脏病在上海逝世，享年73岁。李宣倜病逝后，梅剧团为感念其贡献，将其遗箧中的诗稿内部印行为《苏堂诗拾》。

## 书法
李宣倜的书法以章草为佳，是南京中山陵孙中山《三民主义》碑刻的十四位书写者之一。晚年移居上海之后，曾在《湖社月刊》上广告定润：“纸用重玉版宣，尺度以市尺计算”，榜书：“每字尺内六十元、尺外至二尺一百元。”但由于在上海居住时间不长，所以上门求字者很少，李宣倜偶尔为人作书法时，便用“不值钱”之印作为落款。当年，盖叫天曾请吴湖帆为其在杭州所建的寿圹书写石牌楼两侧的对联，请李宣倜书写横额，但在文化大革命中均被毁。

## 著作
- 《苏堂诗拾》
- 《苏堂诗续》
- 《岁朝唱和集》（民国十七年刊本）

## 延伸阅读
- 李释堪生卒年，星桦的BLOG，2012-08-30